# Inundaciones del río Murray en 1956

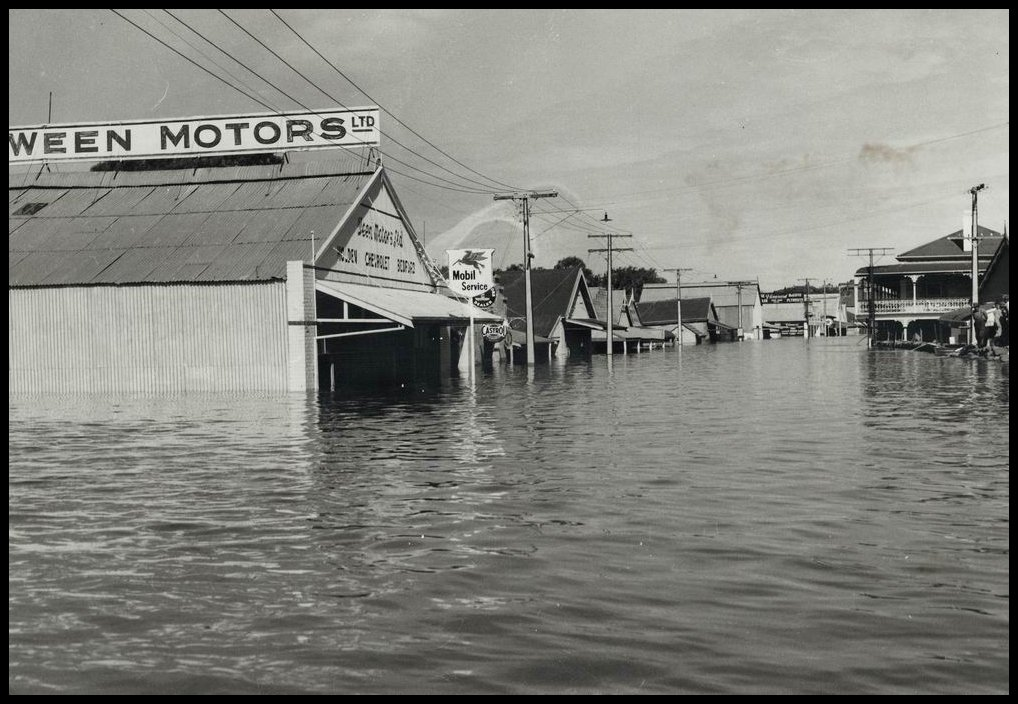
Inundaciones de 1956 provocadas por la crecida del río Murray, en Mannum, Australia.

## El clima de Australia
La mayor parte de Australia tiene un clima muy seco y la parte central y suroccidental de la isla-continente constituye el Gran Desierto Australiano, uno de los mayores del mundo (unos 2 millones y medio de km²). Sólo la parte norte de la isla-continente, que ya se encuentra en la zona intertropical, así como las montañas del sureste (Alpes australianos) tienen un clima algo más lluvioso. El río Murray, a su vez, presenta un régimen irregular y de caudal relativamente escaso, lo cual se debe a su largo recorrido por regiones de clima árido. Así, aunque el río Murray con sus afluentes (Darling, Murrumbidgee y otros) constituye el mayor sistema fluvial de Australia, con más de  un millón de km², sus beneficios económicos para la agricultura, la industria y el abastecimiento de agua potable, no están bien desarrollados y existen posibilidades de incrementarlos a través de una planificación integral de la cuenca. El Murray es un río que presenta fuertes crecidas y largos períodos de aguas bajas, por lo que deben construirse más represas de fines múltiples (hidroeléctricos, regadío, control de inundaciones y otros), deben realizarse obras de infraestructura para evitar daños en las poblaciones ubicadas principalmente en la margen derecha del río desde la confluencia con el Darling hasta la desembocadura y deben canalizarse áreas de drenaje insuficiente (que en Australia reciben el nombre de billabong y corresponden en español a los términos de meandros abandonados, lagos en herradura, esteros o zonas esporádicamente inundadas, etc).

## Asimetría de la cuenca del río Murray
Al hablar de las inundaciones en la cuenca australiana del río Murray hay que señalar que, como se encuentra en el hemisferio sur, todo cuerpo en movimiento como el agua de un  río, tiende a desviarse hacia la derecha, es decir, al contrario que en el hemisferio norte. Pero esta desviación no es real sino aparente ya que no es que el agua del río se desvíe hacia la derecha sino que es la superficie terrestre la que gira de derecha a izquierda (de este a oeste), es decir, en sentido antihorario. Esto significa que, en un cuerpo en movimiento con dirección constante (como es el péndulo de Foucault) la desviación aparente se haría de izquierda a derecha, o lo que es lo mismo, en sentido horario por la sencilla razón de que la base del péndulo, es decir, la superficie terrestre, gira en sentido inverso (antihorario). Es por ello por lo que prácticamente la totalidad de las ciudades afectadas por las inundaciones de la cuenca del Murray en 1956 se ubicaban en la orilla derecha del río. Entre las ciudades inundadas en aquella ocasión se pueden citar, incluyendo su localización en Google Maps: Colignan, Iraak, que ahora no existe y fue reemplazada por un lago que ahora está casi desecado, Mannum, Murray Bridge, Mildura, Nangiloc, cuyo nombre se escribe al revés que Colignan, Red Cliffs, Renmark, Wentworth y otras.
Todas las poblaciones indicadas están situadas en la ribera derecha del río Murray (salvo un par de casos, en los que la población se encuentra dividida en dos por el propio río, como sucede en Murray Bridge aunque es una excepción que confirma la regla porque la fuerza de la inundación la recibió la parte de la ciudad en la margen derecha. El caso de Iraak, que se encuentra algo separado del río Murray y ahora está prácticamente deshabitado, se debe a que originalmente era un campamento militar durante la Segunda Guerra Mundial (tuvo también prisioneros) y durante las inundaciones de 1956 se inundó creándose un lago que todavía existe: por una parte, la ubicación del lugar era una zona precaria y riesgosa y sólo se justificaba por el empleo temporal como zona militar. Por la otra, las inundaciones de dicho año pusieron de manifiesto el riesgo de dicha ubicación y agravaron el problema inicial: era probablemente más fácil desmantelar el campamento y mudarse de sitio que realizar obras de infraestructura tendentes a minimizar o eliminar los riesgos de esa ubicación. El programa Google Earth es muy útil a la hora de evaluar la situación de riesgo de inundación de cualquier ubicación en Australia (o en cualquier lugar) ya que moviendo el cursor sobre la imagen de satélite tenemos automáticamente la altura en m s. n. m. de cualquier punto y ello nos puede indicar lo frecuente de una situación en la que los diques naturales de un río se encuentran a mayor altura que la llanura circundante que, precisamente por ello, se llama llanura de inundación. En el caso específico de Wentworth, que se encuentra en la margen derecha del río Darling en el punto de confluencia de este río con el Murray, el principal motivo de la inundación no se debió directamente a la crecida de este río sino que esta crecida represó las aguas del Darling aguas arriba de la confluencia, desbordándose al norte de la población la cual quedó casi completamente inundada durante algún tiempo.
En un clima desértico o semidesértico, la mayoría de los ríos son alóctonos, y pueden tener crecidas de enormes dimensiones por la irregularidad de las lluvias, que pueden ser muy escasas durante años pero también ser muy intensas y desastrosas en algunas ocasiones esporádicas agravadas por el hecho de que la gran cantidad de sedimentos que acarrean las aguas del río (por la escasa cobertura vegetal en un clima seco) suele elevar el cauce y los diques naturales, especialmente, el izquierdo, en el caso del río Murray por encontrarnos en el hemisferio sur. Es por ello que la mayoría de las inundaciones por el desbordamiento de las aguas del río ocurrieron en la ribera derecha del mismo.

## La meteorología anómala en el sur y sureste de Australia en 1956
Australia constituye un continente aislado o, en sentido inverso, una isla de escala continental. Se encuentra atravesada por el Trópico de Capricornio, al norte del país, por lo que esta zona ya tiene un clima intertropical (sabana, selva en algunos lugares y, especialmente, clima seco subtropical). La mayor parte del territorio tiene un clima desértico o semidesértico (los desiertos de Australia tienen más de 2 millones de km²) y las influencias oceánicas son muy poderosas, dando origen a tormentas tropicales y extratropicales, a menudo muy intensas: 
- Willy-willy, tormenta tropical de gran intensidad, que se forma en el océano Índico, al noroeste de Australia y se dirige hacia este país (es decir, hacia el sureste), alcanzando grandes distancias en su territorio ([1])
- Tifones o huracanes en la costa oriental (o con mayor precisión, en la costa nororiental) y en la costa occidental.

En el caso específico de Australia, el hecho de tener un tipo de clima relativamente seco lo convierte en un clima irregular, con años y hasta décadas con lluvias muy escasas y épocas breves (semanas o meses) de lluvias extraordinariamente intensas. En el año 1956 se registró una época de lluvias de algo más de 3 meses que dio origen a una enorme inundación que alcanzó su punto más alto en Morgan, Australia Meridional, con 12,3 m y esas inundaciones se dejaron sentir hasta 100 km de distancia de las riberas del río (). En el caso específico de Morgan, también se cumple la ubicación sobre la ribera derecha del río (lo mismo que en las poblaciones ya indicadas) con el agravante de encontrarse en un meandro del río Murray de 90° hacia la izquierda lo que concentró los efectos de la inundación por tratarse del dique natural derecho que es más bajo que el izquierdo en el hemisferio sur de manera que la fuerza centrífuga del caudal en el recodo del río se ejerció hacia la ubicación de dicha población. Puede verse dicha ubicación en Google maps: Morgan, Australia Meridional.